# Valdez Is Coming
Valdez Is Coming (br: Quando os Bravos Se Encontram) é um filme de faroeste estadunidense de 1971, dirigido por Edwin Sherin. O roteiro de Roland Kibbee e David Rayfiel adapta romance homônimo de Elmore Leonard.As locações foram em Almeria na Espanha.

## Elenco
- Burt Lancaster...Bob Valdez
- Susan Clark...Gay Erin
- Jon Cypher...Frank Tanner
- Frank Silvera...Diego
- Hector Elizondo...Capanga mexicano
- Phil Brown...Malson
- Richard Jordan...R.L. Davis
- Barton Heyman...El Segundo
- Ralph Brown...Beaudry
- Werner Hasselmann...Xerife

## Sinopse
O veterano auxiliar de xerife da cidade fronteiriça de Lanoria e mestiço mexicano-americano Bob Valdez, resolve intervir  num conflito entre o poderoso rancheiro Frank Tanner e um homem negro ex-militar que ele acusa de ter matado o amigo James C. Erin. Como Tanner não afirma ter certeza da identidade de quem acusa, Valdez resolve ir até o homem que está cercado numa cabana e se certificar mas acaba tendo que matá-lo. De fato não era o homem procurado e Valdez se sente culpado pela índia apache companheira que ficara viúva e estava grávida do falecido. Ele procura Tanner e lhe pede 100 dólares para dar a índia como indenização mas o fazendeiro se recusa e o humilha, amarrando uma cruz de madeira em suas costas e o fazendo vagar sozinho no deserto. Valdez é ajudado a se livrar da cruz e consegue se recuperar auxiliado pelo amigo Diego. Ele então resolve pegar o dinheiro à força de Tanner e apanha suas armas e seu antigo uniforme de cavalariano das Guerras Apache e invade a fazenda onde o inimigo está, protegido por inúmeros guardas armados. Antes, manda uma mensagem a ele através de um capanga moribundo: "Valdez is coming" ("Valdez está chegando").

## Recepção
O filme recebeu críticas negativas. Vincent Canby do The New York Times elogia a presença de Lancaster mas opina que (em tradução livre) "Muitos floreios extravagantes, que eu associo a experiência teatral do Senhor Sherin, aparecem em todo filme, sobre grupos pitorescos de personagens pitorescos, e uma trilha sonora que pontilha cada ação".
Quando o filme foi lançado para vídeo, Ty Burr do Entertainment Weekly o criticou dizendo: "Lento e irregular, Valdez consegue um feito admirável: Drena a personalidade de Lancaster ".